# Galaterbrevet

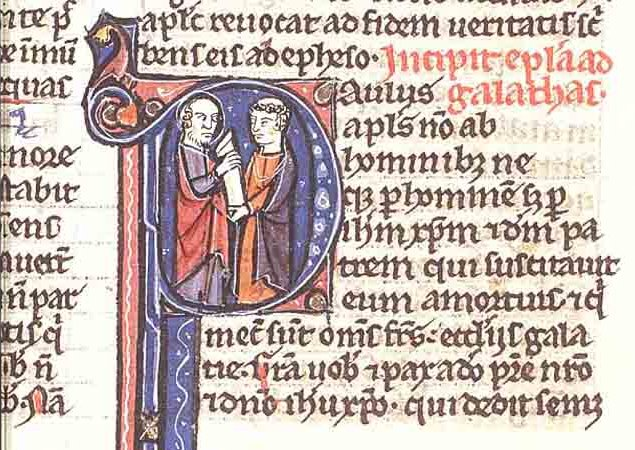
Illuminerad handskrift med inledningen av Galaterbrevet.

Galaterbrevet är en av böckerna i Nya Testamentet. Brevet skrevs av aposteln Paulus i mitten av 50-talet e.Kr.

## Beskrivning
Galaterbrevet, ett av Paulus viktigaste sändebrev, är märkligt redan därigenom, att dess äkthet erkändes av Tübingenskolan
och icke blivit bestridd av några betydande kritiker under den tidiga liberalteologin. Paulus hade på sin andra missionsresa grundat  församlingarna i Galatien, den romerska benämningen på flera landskap i Mindre Asien som omger det moderna Turkiets huvudstad Ankara, och på sin tredje resa avlagt ett kort besök hos dem. 
Under tiden mellan hans båda besök hade utsända av det fariseiska partiet i Jerusalem uppträtt i Galatien, vilka sökt bestrida Paulus hans apostoliska värdighet samt påstått, att han icke fått omedelbar upplysning av Kristus och att det var en stor olikhet mellan hans och de andra apostlarnas lära, varjämte de hade yrkat omskärelse och mosaiska lagens efterlevnad såsom nödvändiga till rättfärdiggörelse inför Gud. Det var för att bemöta dessa läror, som Paulus skrev detta brev, enligt det vanliga antagandet under den första tiden av sin vistelse i Efesos (omkring år 54 eller 55). 
Brevet kan delas upp i tre avdelningar. Först försvarar han sin apostoliska värdighet, i det han visar, att han var "apostel", innan han kom i förbindelse med de tolv och att dessa erkände hans apostoliska sändning. Därefter övergår han till läran om rättfärdiggörelsen genom tron utan lagens gärningar och bevisar denna läras sanning även med citat ur Gamla Testamentet. Han framhåller, att den kristliga friheten nu intagit den judiska ceremoniallagens plats och uppmanar till denna frihet, på samma gång han varnar för dess missbruk. Paulus förklarar också att löftet till Abrahams avkomma avsåg Jesus, och inte hans fysiska avkomma i plural. 
Jämte Romarbrevet, som utgör en närmare utveckling av ifrågavarande brev, är detta det bibliska huvudstödet för protestantismens grundlära om den rättfärdiggörande tron. Martin Luthers Stora Galaterbrevskommentar anses vara av grundläggande betydelse för den tillämpade protestantiska dogmatiken.

## Utdrag ur Galaterbrevet
Ett urval från Galaterbrevet 2:16–3:10 ger en god inblick i läran om rättfärdiggörelse genom tro:
”Men vi vet att människan inte blir rättfärdig genom laggärningar utan genom tron på Jesus Kristus. Därför har vi också satt vår tro till Kristus Jesus för att bli rättfärdiga genom tron på Kristus och inte genom laggärningar, ty av laggärningar blir ingen människa rättfärdig.” (2:16)
”Jag kastar inte bort Guds nåd; om lagen kunde ge rättfärdighet hade ju Kristus inte behövt dö.” (2:21)
”Svara mig på en enda sak: var det genom att fullgöra lagen som ni fick Anden eller genom att tro på vad ni fick höra?” (3:2)
”När han nu ger er Anden och låter underverk ske bland er, är det för att ni fullgör lagen eller för att ni tror på vad ni fått höra? Se på Abraham: Han trodde på Gud och därför räknades han som rättfärdig.” (3:5–6)
”Alltså blir alla som tror välsignade tillsammans med Abraham, som trodde. Men över alla dem som litar på laggärningar vilar en förbannelse.” (3:9–10a)
Central för Galaterbrevets teologi är även 6:14:
| ” | Men jag vill aldrig någonsin berömma mig av annat än vår herre Jesu Kristi kors, genom vilket världen är korsfäst och död för mig och jag för världen. | „ |